# Actio depositi contraria
Actio depositi contraria – w prawie rzymskim powództwo depozytariusza przeciwko deponentowi z tytułu kontraktu depozytu.

## Charakterystyka powództwa
Umowa przechowania (depositum) jako bezpłatna leżała w interesie deponenta, w związku z czym odpowiadał on za omnis culpa. Ponadto miał obowiązek zwrócić przechowawcy wszelkie nakłady poczynione na rzecz oraz wynagrodzić szkody powstałe w wyniku wypełniania umowy.
Pierwotnie roszczenia przechowawcy chroniło pretorskie powództwo in factum. Od przyjęcia depozytu do systemu kontraktowego miejsce skargi pretorskiej zajęła skarga cywilna – actio depositi contraria.